# 马特·斯塔茨曼
马特·斯塔茨曼（英語：Matt Stutzman，1982年12月10日—），美国男子射箭运动员。他曾代表美国参加2012年、2016年、2021年和2024年夏季残疾人奥林匹克运动会射箭比赛，其中2012年夏季残奥会获得一枚银牌，2024年获得一枚金牌。他天生无臂，以双脚料理众多事物，包括射箭。

## 早年生活
斯塔茨曼生于美国堪萨斯州堪萨斯城。其生父母在他4个月大时将之遗弃，13个月大时获里昂和让·斯图兹曼收养。他在爱荷华州同七个兄弟长大，信奉门诺派。
斯塔茨曼天生无臂，原因不明。

## 生涯
斯塔茨曼于2010年开始练习射箭。2015年，他打破了最远准确距离射击的世界纪录，而先前创造该纪录的是健全人。
2012年，斯塔茨曼出征伦敦残奥会，获得银牌，此后又在世界残疾人射箭锦标赛摘获奖牌。
2024年夏季残疾人奥林匹克运动会期间，斯塔茨曼击溃艾新亮，夺得金牌。期间他还为同样出战巴黎残奥会的印度运动员席塔尔·德维提供指导。
鉴于臀部问题，斯塔茨曼表示巴黎残奥会可能是他最后一次参与残奥会。

## 个人生活
斯塔茨曼现居費爾菲爾德，已婚，有三子。

## 出演电影
| 年份 | 片名                   | 角色 | 注释   |
| ---- | ---------------------- | ---- | ------ |
| 2013 | 《奥林匹亚之路》       | 自己 | 纪录片 |
| 2020 | 《帕奧精神：鳳凰高飛》 | 自己 | 纪录片 |